# Phó vương Miền Tây
Phó vương Miền Tây, Tây Kshatrapas, hoặc Kshaharatas (35-405) là tên gọi các vị vua Saka cai trị của một phần phía tây và miền trung của Ấn Độ (Saurashtra và Malwa: Gujarat ngày nay, Maharashtra, Rajasthan và tiểu bang Madhya Pradesh).
Họ cai trị cùng thời với người Quý Sương, những người cai trị phần phía bắc của tiểu lục địa Ấn Độ và có thể là chúa tể của họ, và Satavahana (Andhra) cai trị ở miền Trung Ấn Độ. Họ được gọi là "miền Tây" trái ngược với các phó vương Ấn-Scythia "miền Bắc" cai trị vùng đất Mathura, như Rajuvula, và những người kế nhiệm ông dưới sự thống trị của người Quý Sương, "Đại phó vương" Kharapallana và "phó vương" Vanaspara. Mặc dù họ tự gọi mình là "phó vương" trên đồng tiền của họ, dẫn đến tên gọi "phó vương Tây" ngày nay, trong tác phẩm "Geographia" vào thế kỉ thứ hai của mình, Ptolemy vẫn gọi họ là người "Ấn-Scythia". Quyền lực của những vị vua Saka bắt đầu suy yếu từ thế kỷ thứ 2 sau khi các vị vua Saka bị vị hoàng đế miền nam Ấn Độ Gautamiputra Satakarni của triều đại Satavahana đánh bại. Sau này, vương quốc Saka đã bị hoàng đế Chandragupta II của đế chế Gupta hủy diệt hoàn toàn vào thế kỷ thứ 4.
Tổng cộng đã có 27 vị phó vương miền Tây cai trị độc lập trong khoảng thời gian 350 năm. Thuật ngữ Kshatrapa là dạng viết tắt của từ phó vương, bản thân nó có nguồn gốc từ tiếng Ba Tư và có nghĩa là phó vương hay thống đốc của tỉnh.

## Lịch sử

### Những cuộc chinh phạt đầu tiên: Triều đại Kshaharata (thế kỉ 1 TCN)

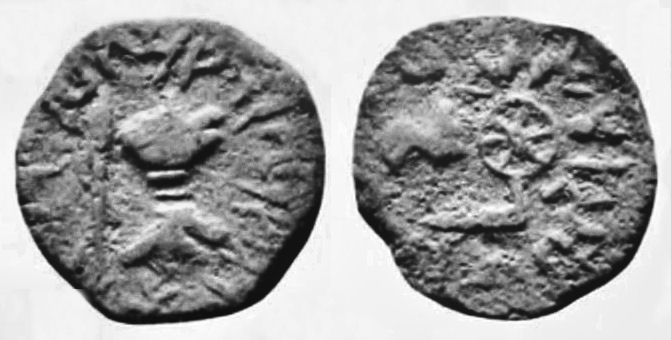
Tiền xu của Bhumaka (Khoảng thế kỉ 1 CN).
Obv:Arrow, pellet, and thunderbolt. Kharoshthi inscription Chaharasada Chatrapasa Bhumakasa: "Ksaharata Satrap Bhumaka".
Rev: Capital of a pillar with seated lion with upraised paw, and wheel (dharmachakra). Brahmi inscription: Kshaharatasa Kshatrapasa Bhumakasa.

Những phó vương miền Tây được cho là đã khởi đầu với nhà Kshaharata tồn tại khá ngắn ngủi (còn gọi là Chaharada, Khaharata hoặc Khakharata tùy thuộc vào nguồn). Tên gọi Kshaharata còn được biết đến từ những dòng chữ khắc trên bảng đồng Taxila, mà trên đó có đề cập đến vị vua Ấn-Scythia là Liaka Kusulaka. Trên bia Nasik được khắc vào năm thứ 19 của Sri Pulamavi cũng đề cập đến Khakharatavasa, hoặc dân tộc Kshaharata.
Vị Kshaharata đầu tiên được xác nhận là Abhiraka, ông được biết đến nhờ những đồng tiền ít ỏi của mình. Ông sau đó được Bhumaka kế vị, đây còn cha của Nahapana, và ông ta chỉ sử dụng danh hiệu phó vương trên đồng tiền của mình, chứ không phải là Raja hoặc Rano (vua). Bhumaka còn là cha của vua Nahapana vĩ đại, theo như một trong những đồng tiền ông ta sau này. Đồng tiền của ông mang các biểu tượng Phật giáo, chẳng hạn như pháp luân (Dharmachakra), hoặc con sư tử ngồi trên một đầu cột, một biểu trưng cho cây cột trụ của Ashoka.
Nahapana sau đó đã lên kế vị ông, và trở thành một vị vua rất hùng mạnh. Ông đã đánh chiếm một phần của đế chế Satavahana ở miền tây và miền trung Ấn Độ. Nahapana còn thống trị toàn bộ Malwa, Nam Gujarat, và Bắc Konkan, từ Broach tới Sopara và các vùng đất của Nasik và Poona. Người con rể của ông, một người Saka tên là Ushavadata (đã kết hôn với con gái của ông là Dakshamitra), còn được biết đến từ chữ khắc ở Nasik và Karle rằng ông ta là tổng trấn của Nahapana, cai trị phần lãnh thổ phía nam của ông.

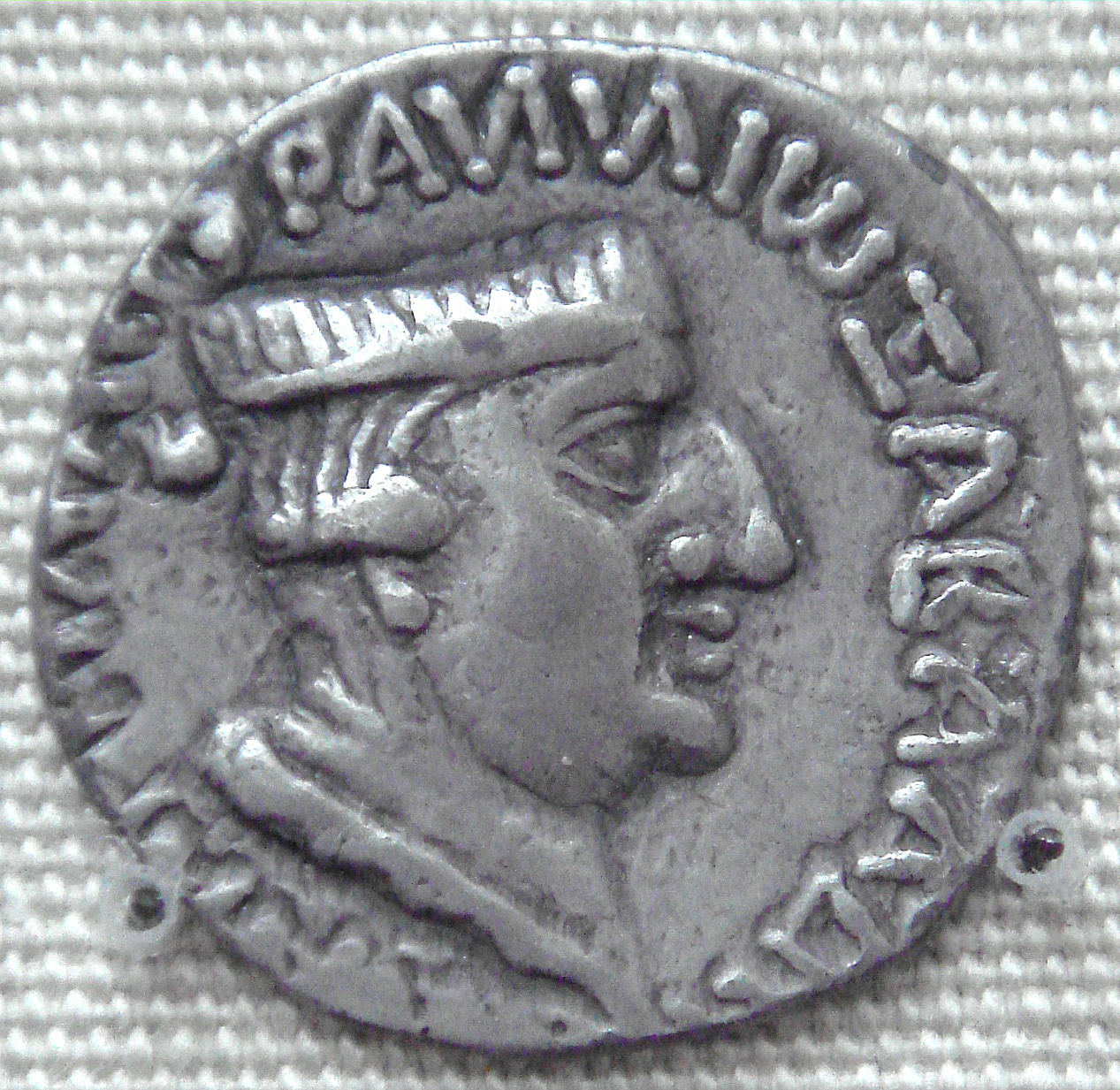
Tiền xu của Nahapana. Bảo tàng Anh.

Nahapana còn được đề cập trong tác phẩm Periplus của biển Erythraean dưới tên gọi Nambanus, [9] và là vị vua của khu vực xung quanh Barigaza:
41. "Phía bên kia vịnh Baraca là đất Barygaza và bờ biển của nước Ariaca, đó là nơi khởi đầu của vương quốc Nambanus và của toàn bộ Ấn Độ. Một phần của nó nằm trong nội địa và liền kề với Scythia được gọi là Abiria, nhưng phần bờ biển lại được gọi là Syrastrene. Đó là một vùng đất màu mỡ, lúa mì có năng suất cao cùng với gạo, dầu mè và bơ, bông và vải vóc Ấn Độ được làm từ đó, có chất liệu thô. Rất nhiều gia súc cũng được chăn thả ở đó, và những người đàn ông có tầm vóc cao lớn và nước da màu đen. Các thành thị của đất nước này là Minnagara, mà từ đó rất nhiều vải bông đã được đưa tới Barygaza. "
 -Periplus của Biển Erythraean, Chương 41

Dưới triều đại các phó vương miền Tây, Barigaza là một trong những trung tâm thương mại chính của La Mã với Ấn Độ. Trong Periplus còn mô tả nhiều mặt hàng được trao đổi:

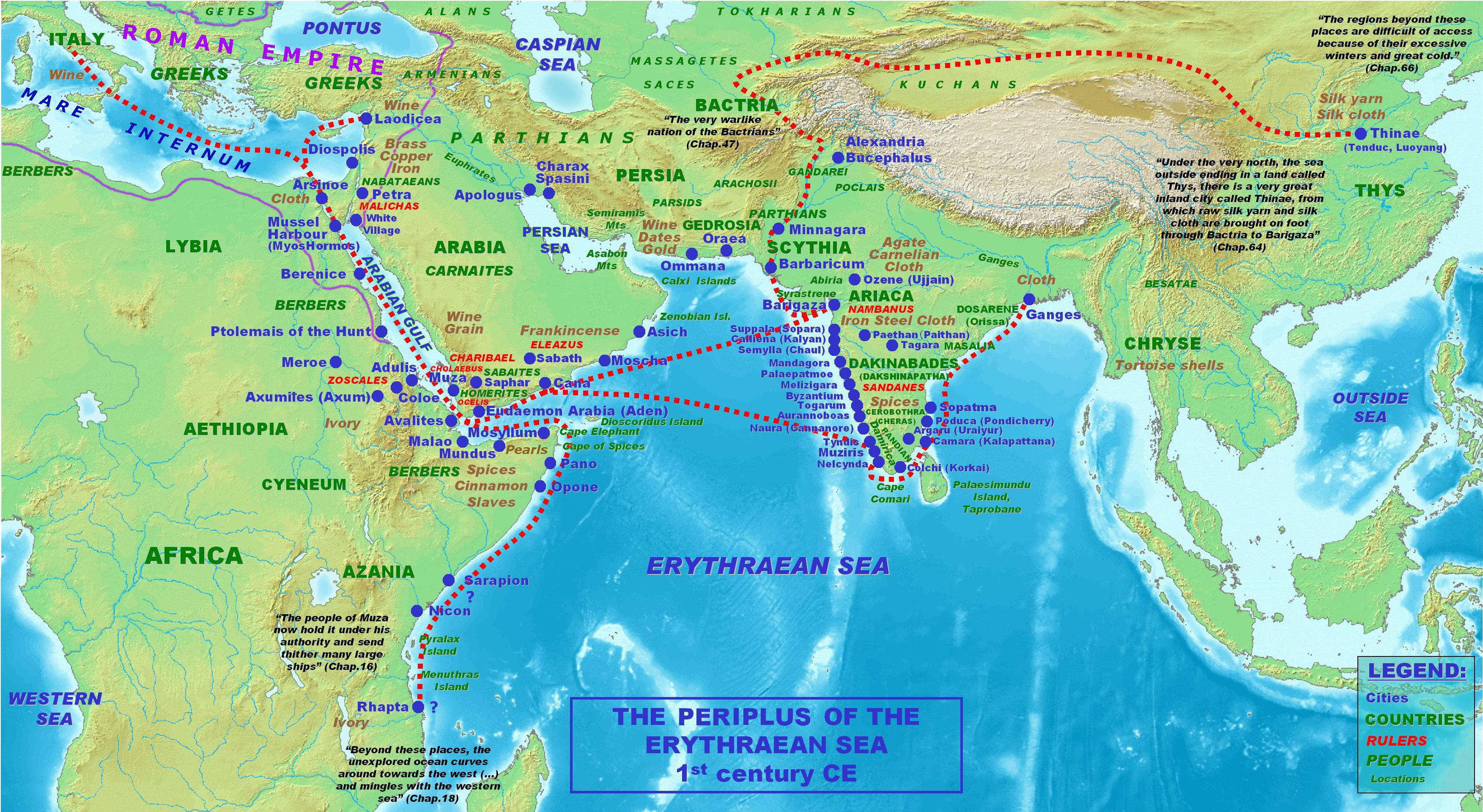
Lãnh thổ phó vương miền Tây dưới thời Nahapana, cùng với hải cảng Barigaza, vốn đóng vai trò là một trong số những tuyến thương mại quốc tế quan trọng nhất vào thế kỉ thứ 1 theo như Periplus của biển Erythraean.

49 Có rất nhiều thứ được nhập khẩu vào khu chợ của thành thị này (Barigaza), loại rượu vang Ý được ưa thích, ngoài ra còn của người Laodicea và người Ả Rập; đồng, thiếc và chì; san hô và topaz; trang phục bằng vải mịn và cả các loại kém hơn; những đai lưng rộng một thước; cánh kiến trắng, loại cỏ ba lá ngọt ngào, kính trong, hùng hoàng, antimon, tiền vàng và bạc, mà vốn mang lại một khoản lãi khi trao đổi với loại tiền của các nước khác; và thuốc mỡ, nhưng không phải là quá đắt và cũng không có nhiều."— Periplus của biển Erythraean, Chương 48.

## Những vị vua chính

### Triều đại Kshaharata
- Yapirajaya
- Hospises
- Higaraka
- Abhiraka (Aubhirakes)
- Bhumaka (?–119)
- Nahapana (119–124)

### Triều đại Bhadramukhas hay Kardamaka
Nhà Chastana:
- Chastana (khoảng năm 78-130), con trai của Zamotika
- Jayadaman, con trai của Chastana
- Rudradaman I (khoảng năm 130–150), con trai của Jayadaman
- Damajadasri I (170–175)
- Jivadaman (175, mất năm 199)
- Rudrasimha I (175–188, mất năm 197) Tập tin:Western Satrap Coin of Rudrasimha I.jpg
- Isvaradatta (188–191)
- Rudrasimha I (restored) (191–197) Tập tin:Western Satrap Coin of Rudrasimha I.jpg
- Jivadaman (restored) (197–199)
- Rudrasena I (200–222)
- Samghadaman (222–223)
- Damasena (223–232)
- Damajadasri II (232–239) cùng
- Viradaman (234–238)
- Yasodaman I (239)
- Vijayasena (239–250)
- Damajadasri III (251–255)
- Rudrasena II (255–277)
- Visvasimha (277–282)
- Bhartrdaman (282–295)
- Visvasena (293–304)

Nhà Rudrasimha II:
- Rudrasimha II, con trai của (Svami) Jivadaman (304–348) with
- Yasodaman II (317–332)
- Rudradaman II (332–348)
- Rudrasena III (348–380)
- Simhasena (380–384(5?)
- Rudrasena IV (382–388)
- Rudrasimha III (388–395)